# Ceraclea lirata
Ceraclea lirata är en nattsländeart som beskrevs av Yang och Morse 1988. Ceraclea lirata ingår i släktet Ceraclea och familjen långhornssländor. Inga underarter finns listade i Catalogue of Life.